# Selecția Națională 2020
Die 24. Selecția Națională fand am 1. März 2020 statt und war die rumänische Vorentscheidung für den Eurovision Song Contest 2020 in Rotterdam (Niederlande). Die intern von TVR ausgewählte Sängerin Roxen präsentierte dabei fünf Lieder.
Am Ende gewann das Lied Alcohol You, welches von Ionuț Armaș und Breyan Isaac geschrieben wurde sowie von  Ionuț Armaș und Viky Red komponiert wurde. Das Lied erhielt sowohl die meisten Jury-, als auch Televoting-Stimmen.

## Format

### Konzept
Nachdem Rumänien die Sendung stets dazu nutzte, Interpret und Lied zusammen auszuwählen, wurde 2020 erstmals ein Teil des rumänischen Beitrags intern bestimmt. So wurde der rumänische Interpret intern von TVR ausgewählt. Dabei half eine spezielle Jury, die den Interpreten basierend auf Stimme, Artistik, Empathie und Ausdruckskraft auswählte. Am 11. Februar 2020 stellte TVR dann die Sängerin Roxen als Interpretin vor. Diese stellte dann am 1. März 2020 in der Selecția Națională fünf Beiträge vor, wobei das Siegerlied zu 50 % per Juryvoting und zu 50 % per Televoting bestimmt wurde.

### Beitragswahl
Die Lieder, die in der Sendung vorgestellt wurden, wurden aus einem Songwriting Camp ermittelt. Dieses fand im Januar 2020 statt, wo die besten rumänischen Komponisten Lieder für Roxen geschrieben haben. Aus allen Liedern des Camps hat eine Jury bestehend aus Komponisten, Liedschreibern, Musikern, Fernseh- und Radioproduzenten sowie Musikdirektoren dann die besten fünf Lieder ermittelt. Die fünf Lieder wurden unter den Aspekten des Klangs, der Originalität, unterschiedlicher Genres und Botschaft bestimmt.
Am 21. Februar 2020 wurden die fünf Titel sowie kurze Ausschnitte der Lieder veröffentlicht.

### Jury
Am 29. Februar 2020 gab TVR die fünf Jurymitglieder bekannt, die 50 % des Endergebnisses bestimmten. Die Mitglieder sind Luminița Anghel, Crina Mardare, Alin Opera, Edward Sandra und Andrei Tudor. Anghel, Mardare und Tudor waren bereits in der Jury, um die Sängerin Roxen auszuwählen.

## Finale
Die Sendung fand am 1. März 2020 statt. Insgesamt fünf Beiträge wurden dort von Roxen vorgestellt.
Als Pausenfüller trat Loreen mit ihrem Lied Euphoria auf. Ebenfalls trat die norwegische Teilnehmerin für 2020 Ulrikke mit ihrem Lied Attention auf sowie der zypriotische Teilnehmer für 2020 Sandro, der die zypriotischen Beiträge von 2018 (Fuego) und 2019 (Replay) coverte.
| Platz | Startnr. | Interpret | Lied Musik (M) und Text (T)                                                                           | Sprache  | Übersetzung (Inoffiziell) | Punkte | Punkte     | Punkte |
| Platz | Startnr. | Interpret | Lied Musik (M) und Text (T)                                                                           | Sprache  | Übersetzung (Inoffiziell) | Jury   | Televoting | Gesamt |
| ----- | -------- | --------- | --- | -------- | ------------------------- | ------ | ---------- | ------ |
| 1.    | 4        | Roxen     | Alcohol You M: Ionuţ Armaşs, Viky Red; T: Ionuţ Armaş, Breyan Isaac                                   | Englisch | Ich rufe dich an          | 5      | 5          | 10     |
| 2.    | 5        | Roxen     | Storm M: Minelli, Viky Red; T: Minelli                                                                | Englisch | Sturm                     | 3      | 3          | 06     |
| 3.    | 2        | Roxen     | Cherry Red M: Theea Miculescu, Sebastian Barac, Marcel Botezan, Costel Dominteanu; T: Theea Miculescu | Englisch | Kirschrot                 | 1      | 2          | 03     |
| 4.    | 3        | Roxen     | Colors M: Julie Frost, Breyan Isaac, Alex Cotoi; T: Julie Frost, Breyan Isaac                         | Englisch | Farben                    | 2      | 1          | 03     |
| 5.    | 1        | Roxen     | Beautiful Disaster M: Breyan Isaac, Alex Cotoi; T: Breyan Isaac, Julie Frost                          | Englisch | Schöne Katastrophe        | 0      | 0          | 0      |